# Distretto di Gangbuk
Gangbuk (강북구?, 江北區?) è un distretto di Seul. Ha una superficie di 23,6 km² e una popolazione di 324.413 abitanti al 2010.